# دجيغويبلي تراوري
دجيغويبلي تراوري (مواليد 12 مارس 1960) هو ملاكم مالي، مثّل بلاده في الألعاب الأولمبية الصيفية 1984.

## روابط خارجية
دجيغويبلي تراوري على موقع اللجنة الأولمبية الدولية (الإنجليزية)
- دجيغويبلي تراوري على موقع أوليمبيديا (الإنجليزية)